# Children of the Feud (film, 1916)
Pour les articles homonymes, voir Children of the Feud.
Children of the Feud est un film muet américain réalisé par Joseph Henabery et sorti en 1916.

## Fiche technique
- Titre : Children of the Feud
- Réalisation : Joseph Henabery
- Scénario : Bernard McConville
- Montage : William Shea
- Production : Fine Arts Film Company
- Distribution : Triangle Distributing
- Genre : Film dramatique
- Durée : 50 minutes
- Dates de sortie :
  -  États-Unis : 2 décembre 1916

## Distribution
- Charles Gorman : Pap Clayton
- Dorothy Gish : Sairy Ann
- Violet Radcliffe : enfant Clayton
- Beulah Burns : enfant Clayton
- Thelma Burns : enfant Clayton
- Mae Giraci : enfant Clayton
- Georgie Stone : enfant Clayton
- Allan Sears (en) : Jed Martin
- F.A. Turner : Juge Lee Cavanagh
- Sam De Grasse : Dr. Richard Cavanagh
- Alberta Lee : Mrs Cavanagh
- Elmo Lincoln : Bad Bald Clayton